# 鮑泉
鮑 泉（ほう せん、生年不詳 - 551年）は、南朝梁の軍人・政治家。字は潤岳。本貫は東海郡郯県。鮑宏の兄。

## 経歴
鮑機の子として生まれた。史書に広く通じ、文筆の才能があった。湘東王蕭繹（のちの元帝）に仕えて抜擢され、信州刺史に累進した。太清3年（549年）、元帝の命を受けて湘州の河東王蕭誉を討った。長沙に到着すると、連城を造って蕭誉を圧迫した。蕭誉は鮑泉の陣に攻め寄せたが、鮑泉は柵に拠って堅守した。蕭誉軍の疲弊を待って出撃し、大勝をおさめた。長沙城を包囲し、攻城戦は長期にわたった。元帝は鮑泉を更迭し、平南将軍王僧弁を代わりの都督として派遣してきた。王僧弁が到着すると、鮑泉は鎖で拘束され、湘州攻略の遅れを謝罪させられた。まもなく元帝は鮑泉を任にもどさせ、王僧弁の下につけて郢州攻略のため東下させた。
大宝元年（550年）、郢州が平定されると、元帝は長子の蕭方諸を郢州刺史とし、鮑泉をその下で長史として郢州の事務を代行させた。大宝2年（551年）4月、侯景は部将の宋子仙と任約に精鋭の騎兵を率いて郢州を襲撃させた。蕭方諸と鮑泉は油断しきって酒宴を楽しんでいたため、抗戦のいとまもなく城は陥落した。蕭方諸と鮑泉は捕らえられて侯景のところに送られた。6月、鮑泉は虞預とともに侯景の郢州刺史の丁和に殺害され、その遺体は黄鵠磯に沈められた。
著書に『新儀』30巻があった。

## 伝記資料
- 『梁書』巻30 列伝第24
- 『南史』巻62 列伝第52